# Frank Wieneke
Frank Wieneke, né le 31 janvier 1962 à Hanovre, est un judoka allemand. Il est sacré champion olympique en 1984 et est médaillé d'argent olympique en 1988 sous les couleurs de l'Allemagne de l'Ouest.

## Palmarès
| Année | Compétition           | Lieu        | Résultat | Catégorie      |
| ----- | --------------------- | ----------- | -------- | -------------- |
| 1984  | Jeux olympiques       | Los Angeles | 1er      | Moins de 78 kg |
| 1986  | Championnats d'Europe | Belgrade    | 1er      | Moins de 78 kg |
| 1988  | Championnats d'Europe | Pampelune   | 2e       | Moins de 78 kg |
| 1988  | Jeux olympiques       | Séoul       | 2e       | Moins de 78 kg |
| 1989  | Championnats d'Europe | Helsinki    | 2e       |                |